# Ananthura luna
Ananthura luna — вид морських рівноногих раків родини Antheluridae. Рачок відомий на сході Тихого океану біля берегів Каліфорнії у підводному каньйоні Таннер на глибині 83-1298 м.